# Marwan al-Shehhi
Marwan Yousef Mohamed Rashid Lekrab al-Shehhi (arabsko مروان يوسف محمد رشيد لكراب الشحي, terorist, * 9. maj 1978, † 11. september 2001, Manhattan, New York
Al-Shehhi je bil ugrabitelj in terorist iz Združenih arabskih emiratov, ki je sodeloval v terorističnih napadih 11. septembra 2001 v ZDA. Po ugrabitvi letala je pilotiral Let 175 United Airlines, s katerim je trčil v južni stolp WTC.
Al-Shehhi je kot študent leta 1996 odšel v Nemčijo študirati, kjer je spoznal Mohameda Atto, Ziada Jarraha in Ramzija bin-Sinbhana, kjer so skupaj sestavili hamburško ekipo. Po zaprisegi, da bodo življenja končali za njih mučeniške smrti, so postali vodje napadov 11. septembra. Konec leta 1999 so al-Shehhi, Atta, Jarrah in bin al-Shibh odpotovali v teroristična taborišča za usposabljenje v Afganistanu in se srečali z Osamo bin Ladnom, ki jih je zaprosil za napade v ZDA. V ZDA je al-Shehhi prispel maja 2000, en mesec pred Atto. Oba sta se učila na Floridi v podjetju Huffman Aviation, obema je FAA decembra 2000 dodelila pravice za samostojno letenje. 
Al-Shehhi se je na napad temeljito pripravljal, zato se je sestajal z Atto in drugimi ugrabitelji v tujini. 9. septembra 2001 je odpotoval iz Floride v Boston, kjer je ostal v hotelu Milner do 11. septembra. 11. septembra 2001 zjutraj se je al-Shehhi vkrcal na let 175 United Airlines, 28 minut po vzletu pa so s somišljeniki ugrabili letalo. Al-Shehhi je prevzel nadzor nad letalom in ob 9:03 letalo popeljal v južni stolp WTC-ja s hitrostjo 870 km/h. Al-Shehhi je bil izmed štirih pilotov najmlajši. Trk letala United 175 je bil edini v živo preko televizije prenašan trk. Južni stolp se je zrušil ob 9:59, pri tem pa je umrlo na stotine ljudi, vključno s približno 900 pisarniškimi delavci in prvimi reševalci.